# Tweekend
Tweekend è il secondo album discografico del duo statunitense The Crystal Method, pubblicato nel 2001.

## Tracce
1. PHD – 6:27
2. Wild, Sweet and Cool – 3:55
3. Roll It Up – 6:02
4. Murder (You Know It's Hard) – 4:43
5. Name of the Game – 4:20
6. The Winner – 5:11
7. Ready For Action – 5:01
8. Ten Miles Back – 7:00
9. Over the Line – 6:55
10. Blowout – 8:00
11. Tough Guy – 11:35

- In realtà il brano Tough Guy dura 6:15. Segue un minuto di silenzio dal termine di quest'ultimo brano (6:15 - 7:15), dopodiché è possibile ascoltare il brano Name of the Game in versione strumentale (7:15 - 11:35).